# El Palomar (Oliete)

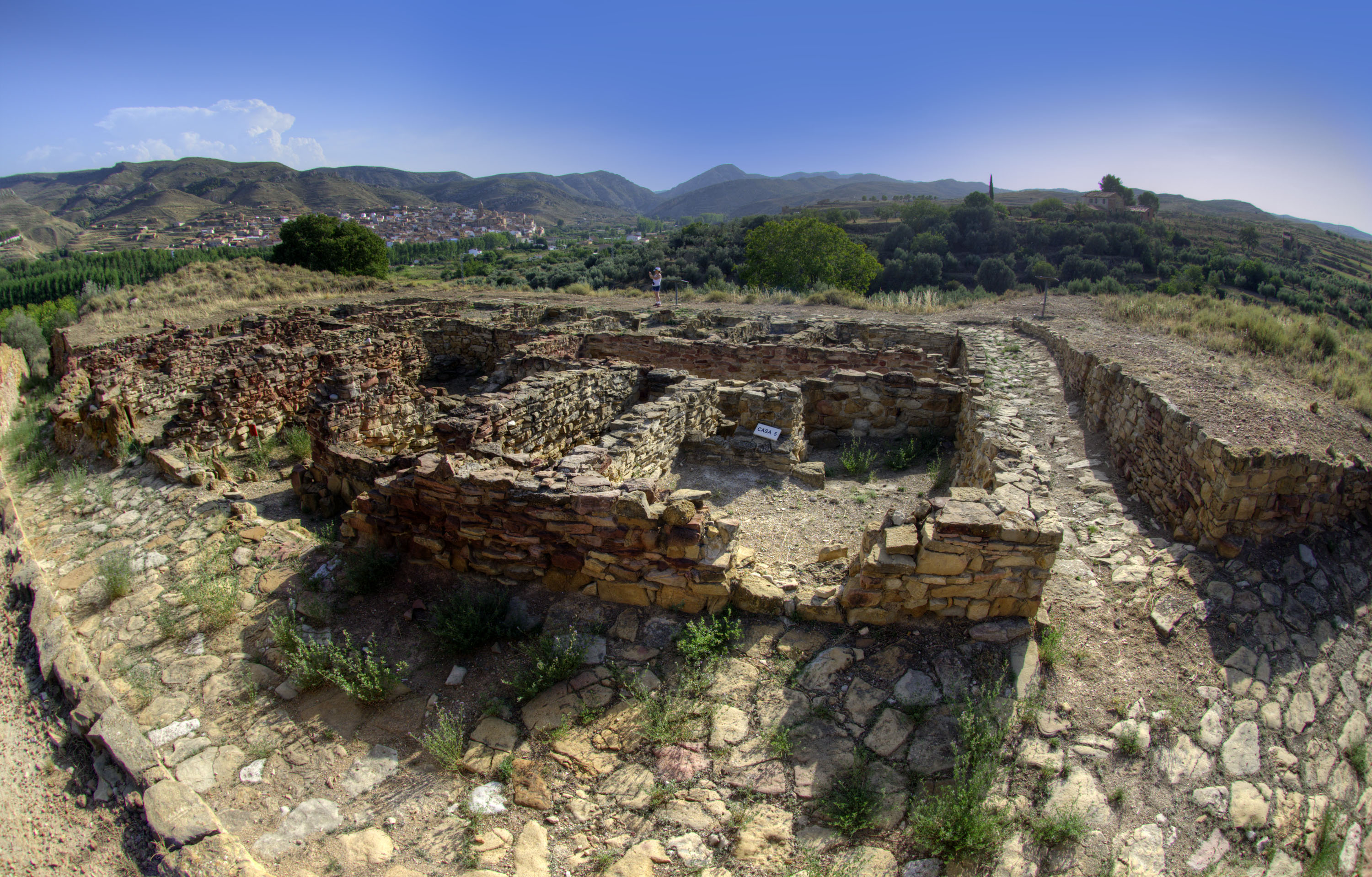
El Palomar

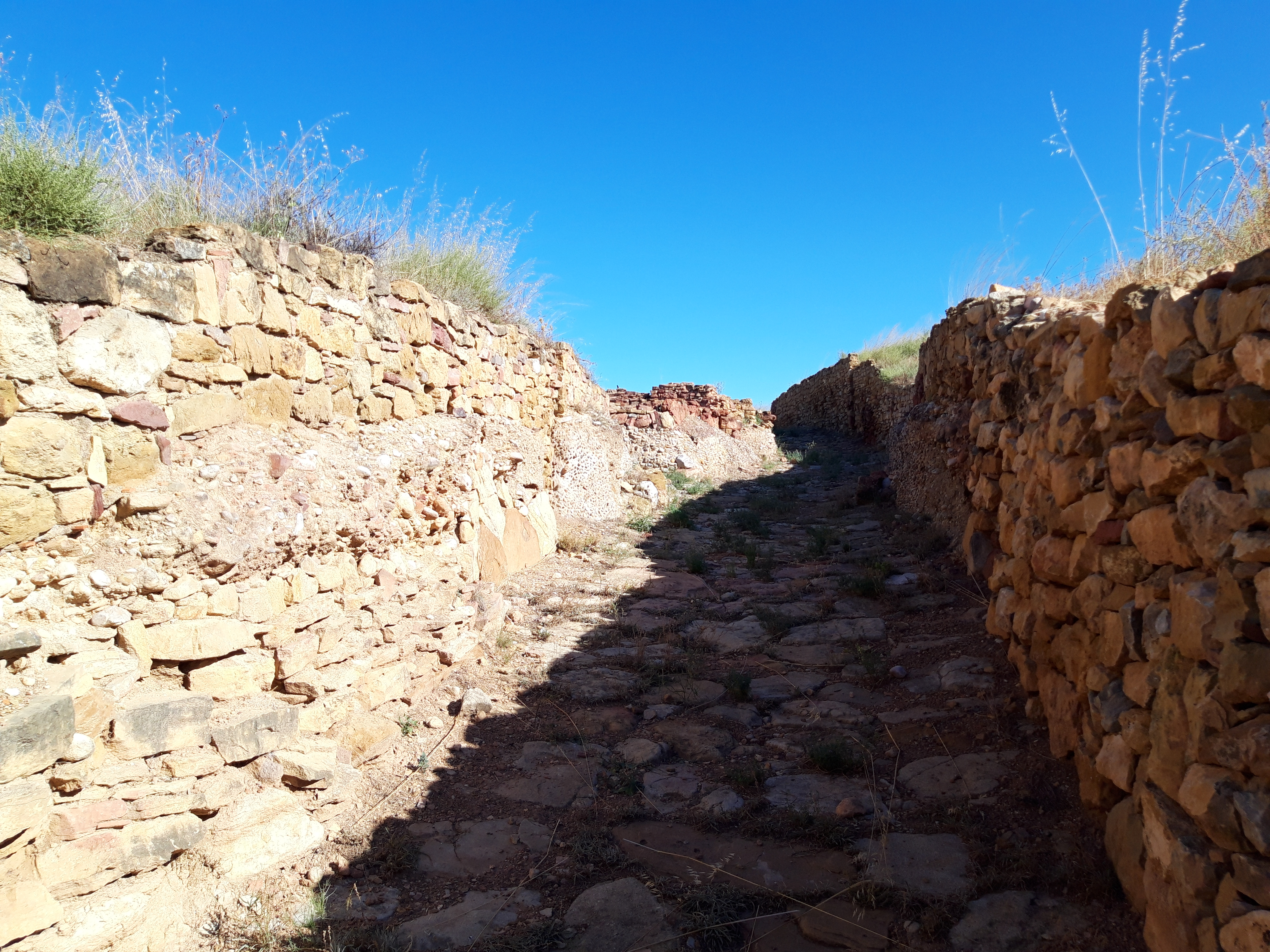
Vía principal

El yacimiento ibérico de El Palomar se sitúa en Oliete (Teruel), dentro del Parque Cultural del Río Martín. Contiene los restos de un pequeño poblado ibérico fortificado.

## Historia
Fue ocupado hacia el siglo III a. C. y abandonado, según las excavaciones, en el siglo I a. C. Su superficie es de 0,3 hectáreas y es considerado uno de los yacimientos más importantes para el conocimiento de la cultura ibérica en la provincia de Teruel.
El poblado se organizaba en torno a una vía central, en cuyos laterales se disponían viviendas. Se rodeaba de una muralla de la que se conservan restos de los torreones. Su  fortificación pone de manifiesto la adopción de los sistemas y las técnicas defensivas helenísticas por parte de las poblaciones ibéricas.
Las viviendas estudiadas son de piedra caliza y aparejo irregular, con adobe en la parte superior, cubiertas por maderas y cañas. Tenían dos plantas, cumpliendo la inferior la función de almacén o bodega y la superior de vivienda.
Una de las áreas de excavación corresponde a una necrópolis visigoda en la que se localizaron nueve tumbas construidas con lajas de piedra. Una de las tumbas es doble, conteniendo un adulto y un niño de 1 o 2 años colocado sobre su pecho. De los 10 individuos enterrados dos son niños y cuatro adultos (dos mujeres y dos varones). Carecen normalmente de ajuar excepto algunas hebillas y anillos de bronce. En una de las tumbas se conservan restos de un ataúd de madera.
Durante su excavación se han encontrado importantes restos de cerámica con decoración de tipo ibérico y restos de cerámica que imitan a la romana. Gran parte de esta cerámica aparece pintada con motivos geométricos como bandas, semicírculos y círculos concéntricos, ajedrezados, retículas, estilizaciones vegetales y motivos figurados.
Se han recogido de igual forma, gran número de monedas y objetos en hierro como clavos, hachas, cencerros y otras en bronce como fíbulas, aros, argollas o placas de cinturón. Es también abundante el material realizado en piedra: molinos, morteros y lajas de piedra con decoración grabada.
Fue declarado Monumento Histórico-Artístico por Real Decreto en 1981 y en 2002 se modificó la categoría de protección del yacimiento pasando a tener la consideración de Conjunto de Interés Cultural, zona arqueológica, de acuerdo con la Ley del Patrimonio Cultural Aragonés. El yacimiento y las conclusiones de su estudio se pueden conocer gracias al Centro de Interpretación que se localiza en Oliete. El Centro describe de manera didáctica el yacimiento por medio de audiovisuales, un programa multimedia, y una exposición de piezas originales, reproducciones y maquetas.

## Excavaciones
En 1948 se realizaron las primeras dos campañas de excavaciones por José Galiay, acompañadas luego de unas prospecciones llevadas a cabo por F. Orensanz. Los resultados de estas excavaciones fueron estudiados y publicados por Antonio Beltrán en 1958. El Museo Arqueológico de Teruel realizó excavaciones periódicas desde 1977 hasta 1982, centradas en el estudio de las viviendas y la urbanística del poblado.
En los años 1997, 2002 y 2005 el Gobierno de Aragón financió diversas intervenciones destinadas a la consolidación, restauración y mantenimiento de los restos constructivos excavados.